# ارنست هوفنر
ارنست هوفنر (آلمانی: Ernst Höfner; ۱ اکتبر ۱۹۲۹ – ۲۴ نوامبر ۲۰۰۹) از وزیران دارایی جمهوری دموکراتیک آلمان بود.
هوفنر در برلین زاده شد.در دهه ۱۹۶۰ از کارمندان وزارت دارایی آلمان شرقی بود.از ۱۹۷۰ تا ۱۹۷۶ معاون وزیر دارایی بود.از ۱۹۷۶ تا ۱۹۷۹ دبیر اول حزب اتحاد سوسیالیستی آلمان برای بانک مرکزی و ارگان‌های دارایی بود.وی از ۱۹۸۱ تا ۱۹۸۹ وزیر دارایی آلمان شرقی بود.